# Bataille de Finschhafen
Campagne de Nouvelle-Guinée de la Seconde Guerre mondiale
Batailles
- Scarlet Beach
- Finschhafen
- Sattelberg
- Wareo
- Long Island
- Sio
- Saidor
- Madang

La bataille de Finschhafen est un affrontement de la campagne de la péninsule de Huon, qui a opposé entre le 22 septembre et le 28 octobre 1943 les troupes australiennes, américaines et japonaises en Papouasie-Nouvelle-Guinée pendant la Seconde Guerre mondiale.

## Contexte
Finschhafen, un ancien port allemand, se trouve à l'extrémité Est de la péninsule de Huon et est aux mains des Japonais depuis le début du conflit. L'attaque australienne contre la colonie est l'ouverture de la deuxième phase de l'opération Postern. Les mouvements font partie d'une opération plus vaste, l'opération Cartwheel, visant à isoler la principale base navale et aérienne japonaise de Rabaul pour les Alliés.
La première étape de l'opération est la campagne de Salamaua-Lae, qui aboutira à la chute de Salamaua et de la ville de Lae à la mi-septembre. Les troupes australiennes se sont ensuite scindées en deux, la 7e division se déplaçant vers les vallées du Markham et du Ramu, et la 9e division se dirigeant vers Finschhafen. L'importance de la localité est donnée par le fait qu'il était possible de contrôler le trafic du détroit de Vitiaz. Hatazō Adachi, commandant de la 18e armée japonaise, décide de défendre la zone et d'essayer de contrer l'invasion alliée.

## Invasion

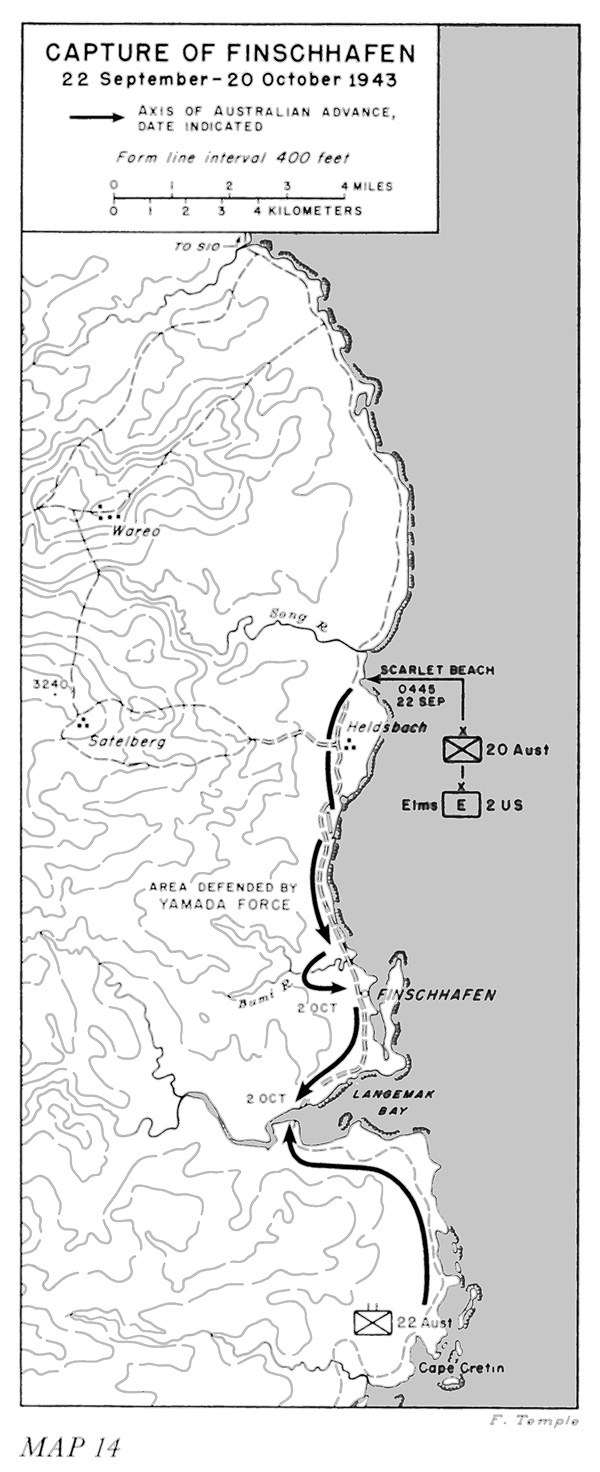
Carte des mouvements militaires de l'opération.

L'état-major du général australien George Wootten commence à élaborer des plans détaillés le 17 septembre, cinq jours seulement avant le débarquement. Ils ne dispose pas de renseignements précis sur les positions et les forces japonaises, mais estime à environ quelques centaines les forces ennemis défendant la région. En fait, cinq mille soldats japonais sont stationnés à Finschhafen et dans d'autres garnisons côtières. La 20e brigade, qui a déjà débarqué à l'est de Lae, est affectée à l'opération. Un différend subsiste entre les Alliés concernant le moment, car les Américains sont favorables à une invasion après minuit, tandis que les Australiens sont favorables à une invasion effectuée à l'aube. En fin de compte, l'idée australienne a prévalu.
Une zone au nord de Finschhafen mais au sud de la rivière Song est choisie comme site de débarquement. La côte est divisée en deux sections — la côte de Skarlát et la côte de Vörös. Les planificateurs sont convaincus que la zone choisie est suffisamment éloignée des principales positions japonaises, supposées se trouver au sud du port. Selon les plans, deux bataillons doivent commencer l'avancée vers le sud — les 2/13e et 2/15e soutenus par le 2/12e régiment de campagne ainsi que des ingénieurs du 2/ 3e compagnie de campagne — alors que le 2/17e est divisé — deux compagnies avançant dans le cadre de la réserve de la brigade, tandis qu'une autre doit rester pour sécuriser la tête de pont d'une attaque japonaise et la pousser plus au nord, et la quatrième compagnies doit percer vers Sattelberg.
Le 22 septembre, cinq destroyers bombardent la côte pendant 11 minutes, suivit par un débarquement (de manière quelque peu chaotique) des soldats australiens. La résistance japonaise, limitée à la zone autour de la rivière Song, est faible. Au moment où la troisième vague débarque, les Japonais ont déjà abandonné leurs positions et se sont repliés vers le sud. À la fin de la journée, les Australiens ont atteint Heldsbach, qui se trouve à environ un kilomètre et demi au sud de la côte. Le soir, 5 300 soldats alliés, 180 véhicules, 32 canons et 850 tonnes de matériel sont débarqués par des véhicules amphibies. Le même jour, le 22e bataillon se déplace le long de la côte de Lae à Finschhafen.
Dès le lendemain du débarquement, les Australiens commencent à pousser vers le sud : le 2/15e ouvre la voie. Dans la zone de la rivière Bumi, ils rencontrent des troupes japonaises alors qu'ils se déplacent vers l'intérieur des terres. Les troupes traversent la rivière le 24 septembre. Les Australiens font face aux Japonais à Sattelberg le lendemain et les mettent en déroute. Le 26 septembre, le 2/15e et 2/13e bataillon sont engagés dans de violents combats au sud-ouest de Finschhafen. En raison du terrain difficile et du temps pluvieux, les équipes progressent lentement. Le 27 septembre, les Australiens demandent des renforts importants, mais le haut commandement juge qu'un bataillon est suffisant.
À ce moment-là, Finschhafen est protégé par environ cinq mille soldats japonais. Le 1er octobre, les Australiens, soutenus par des attaques aériennes, se déplacent contre les positions défensives. Les progrès s'avèrent lents, mais l'après-midi, plusieurs positions japonaises clés tombent. Dix Australiens sont tués et soixante-dix blessés à Kakakog. Au sud, le 22e régiment avance rapidement le long de la côte alors que les Japonais évacuent plusieurs de leurs positions. Finschhafen tombe le 2 octobre après avoir été évacué par les Japonais pendant la nuit. Les Australiens arrivant dans la ville n'ont été accueillis que par six soldats japonais, dont trois ont été capturés. Le même jour, le 22e régiment arrive par le sud.

## Contre-attaque japonaise

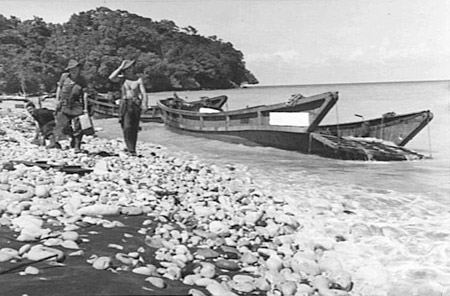
Épave d'une barge de débarquement japonaise sur la côte de Skarlát.

Les Australiens trouvent des documents importants dans la ville sur les forces japonaises et leurs plans. Le 2e régiment est expédié à Finschhafen et le quartier général de la 9e division a également déménagé dans la ville. Malgré les renforts, les défenses australiennes demeurent assez faibles, avec seulement deux régiments tenant une étroite bande côtière d'environ trente kilomètres de long, s'étendant de Dreger Harbour à Bonga.
Les Japonais planifient une contre-attaque à trois volets. Le 79e régiment attaque la rive de Skarlát, le 80e tente de percer les défenses de Sattelberg vers Jivevaneng un peu plus au sud, tandis qu'une 3e unité fait irruption dans le dos des défenseurs de la rive de Skarlát avec une attaque amphibie. Sur la base des renseignements australiens, le général Wootten concentre ses deux régiments autour de la côte écarlate. L'affrontement débute le 16 octobre à Jivevaneng. Les Japonais attaquent les Australiens en cinq vagues, mais sont repoussés. Le 79e régiment a eu plus de succès, car les Japonais ont franchi la ligne de défense à plusieurs endroits, menaçant l'extrémité sud de Scarlet Bank.
L'assaut amphibie est un échec complet. À l'aube du 17 octobre, l'armée de l'air japonaise attaque la tête de pont, mais ne cause pas de dégâts importants. Trois barges de débarquement sont débarqués, mais sont accueillies par des tirs d'artillerie lourde. Deux navires réussissent à atteindre le rivage, mais les soldats japonais sont cloués au sol par le feu. Les pertes australiennes s'élèvent à un tué et quatre blessés. Pendant ce temps, le 79e régiment japonais réussit à occuper des positions élevées à quelques kilomètres de la côte. Les Australiens reçoivent des renforts, dont 18 chars. Les Japonais atteignent néanmoins la mer et la tête de pont australienne est scindée en trois, mais la contre-attaque s'essouffle.
Le 19 octobre, les Australiens font feu sur les Japonais depuis les positions élevées à l'ouest de la côte. Pour cette raison, les formations autour de Katika décident de se replier et la tête de pont est de nouveau réunie. Le 23 octobre, des ingénieurs américains sont débarqués dans la baie de Langemak et la construction de l'aéroport débute. Le 28 octobre, la dernière grande unité japonaise est repoussée de Sattelberg et Wareo.
Lors de la bataille de Finschhafen, 49 Australiens ont été tués et 179 blessés. Les pertes japonaises s'élèvent à 1 500 soldats. Il a fallu deux mois aux trois régiments australiens pour nettoyer la zone autour de Finschhafen, Sattelberg et Wareo. La prochaine grande action se déroula janvier 1945, lorsque les Américains débarquèrent à Saidor, à l'ouest de la base japonaise de Sio. Après cet affrontement, les Japonais se retirèrent vers l'ouest et les Australiens purent occuper la bande côtière jusqu'à la tête de pont américaine.